# The Glamour Girls
The Glamour Girls es el nombre de un equipo de luchadoras profesionales creado en 1985 por Judy Martin y Leilani Kai, en Nueva York. Su primer torneo se realizó en Madison Square Garden y obtuvieron dos veces el título de WWF Women's Tag Team Championship.

## Formación
Leilani Kai fue entrenada por The Fabulous Moolah en 1975, anteriormente ella había terminado  Escuela de Lucha Libre Profesional Lillian Ellison. En 1979, Leilani comienza a trabajar con Judy Martin donde formaron un equipo que ahun no tenía nombre, para debutar en WWF, pero sin embargo, ambas se dirigen a Japón donde ganan varios torneos en All Japan Women's Pro-Wrestling, Judy Martin forma una alianza con Ikeshita Yumi donde derrotan a Seiko Honawa y Rimi Yokota que formaban un dúo. The Fabulous Moolah derrota a Nancy Kumi dos veces pero empatan a la final, mientras que Leilani Kai es derrotada por Nancy Kumi.
Tras el regreso a Estados Unidos, realizan varios torneos junto a The Fabulous Moolah, donde derrotan a Sherri Martel, Robin Smith, Joyse Grable, etc.

## World Wrestling Federation y All Japan Women's Pro-Wrestling
Judy Martin y Leilani Kai se unen para formar parte de ganar el título WWF Women's Tag Team Championship, que estaba a manos de Velvet McIntyre y Desiree Petersen, pero en agosto de 1985, Kai y Martin se presentan con el nombre de The Glamour Girls, en Egipto, para derrotar a McIntyre y Petersen, logrando su propósitos y mantuvieron el título por 906 días. La técnica especial del equipo, se llamaba Spear que forma parte de Ataques de lucha libre profesional.

La técnica especial del equipo The Glamour Girls.

A finales de 1985, el grupo no se encuentra porque realizan una nueva gira a Japón, pero esta vez se une Velvet McIntyre a Judy Martin y Leilani Kai. Leilani Kai derrota a algunas luchadoras como Yumiko Hotta, pero Judy Martin y Velvet McIntyre son derrotadas por Yumi Ogura y Kazue Nagahori, quienes formaban el grupo de The Red Typons.
Luego es Estados Unidos, Judy Martin y Leilani Kai se unen a Jimmy Hart para que este pueda ser su asistente y presentador personal. Entonces el grupo aparece en Survivor Series (1987), con Donna Christanello, Dawn Marie Johnston y Sherri Martel quien tenía el título de WWE Women's Championship, para derrotar a The Fabulous Moolah, Robin Smith, Velvet McIntyre y el grupo de The Jumping Boomb Angels, quien estuvo conformado por Itsuki Yamazaki y Noriyo Tateno. 
En 1988, The Jumping Boomb Angels derrota a The Glamour Girls en el evento de Royal Rumble el 24 de enero de 1988 en Hamilton, Ontario, y mantienen el título por 136 días. Sin embargo, se forma un evento en Omiya, Japón, para poder ganar el título, y vencen a The Jumping Boomb Angels el 8 de junio de 1988, siendo campeonas de WWF Women's Tag Team Championship por segunda vez.

## Carrera posterior en World Championship Wrestling
En 1990, el dúo se une a Ladies Major League Wrestling, donde se celebró el Campeonato de RBMA Tag Team, donde ganan el título, y más tarde compiten para obtener el título para el Campeonato del Mundo de RBMA. Luego en 1991, Leilani Kai y Judy Martin se unen para luchar con Alundra Blayze y Bambi en World Championship Wrestling. La división de las mujeres en WCW fue eliminado antes de que se le dio la oportunidad en competir juntas como un equipo.

## Ladies Professional Wrestling Association
Finalmente, Judy Martin y Leilani Kai participan en Ladies Professional Wrestling Association y ganan el título de LPWA Tag Team Championship una vez, con el nombre de The Queen's Court.

## Retiro
Judy Martin se retira en 1999, mientras que Leilani Kai en 2004. Ambas abandonan el grupo en 1992. Actualmente son recordadas en la lucha libre profesional y vistas en la televisión, convenciones y reuniones de trabajos de luchadores profesionales, en costa del este. Llevan a cabo su trabajo en otras dedicaciones y mantenimientos de su vida privada como el hogar y la familia.

## Técnicas especiales
- Powerbomb
- Ataques de lucha libre profesional
- Movimientos aéreos de lucha libre profesional
- Otras técnicas
- Chokeslam
- Cutter (lucha libre)

## Asistentes
- Jimmy Hart
- The Fabulous Moolah
- Reina Christopher Love" (Bert Prentice)
- Abdullah Farouk, Jr.

## Títulos de torneos y logros
- Ladies Major League Wrestling
  - LMLW Tag Team Championship (Título obtenido 1 vez)
- Professional Wrestling Association
  - LPWA Tag Team Championship
- National Wrestling Alliance
  - NWA World Women's Tag Team Championship (2 veces)[1]
- World Wrestling Federation
  - WWF Women's Tag Team Championship (Título obtenido 2 veces)